# Spencer Arrighetti
Spencer Zane Arrighetti (Albuquerque, Nuevo México, 2 de enero de 2000), más conocido como Spencer Arrighetti, es un jugador profesional estadounidense de béisbol que se desempeña en la posición de lanzador en Houston Astros, equipo de las Grandes Ligas de Béisbol (MLB).

## Carrera
En 2024, Arrighetti hizo su debut en la MLB con el equipo Houston Astros, donde lleva jugando una temporada.